# Большой Каменный мост
Большо́й Ка́менный мост — один из мостов через Москву-реку. Соединяет Боровицкую площадь, улицы Моховую и Знаменку вблизи Боровицкой башни Кремля с улицей Большая Полянка на Болотном острове, пересекающей Водоотводный канал по Малому Каменному мосту.

## История

### Всехсвятский мост
На месте позднейшего моста, видимо, от самого начала Москвы существовал брод, через который шла дорога из Рязани на Новгород через Волок Ламский, известная как Волоцкая. Затем был устроен наплавной («живой») мост, разводившийся для пропуска судов. Против моста в конце XVI в. были устроены Всехсвятские (Водяные) ворота Белого города, названные так по стоявшей неподалёку (близ современного храма Христа Спасителя) церкви Всех Святых, что на рву. В 1643 году по указу царя Михаила Фёдоровича мастером из Страсбурга Ягоном Кристлером начато строительство первого постоянного каменного моста через Москву-реку у Всехсвятских ворот. После смерти царя и мастера строительство прекращено, так как план сочли слишком смелым и дорогим. Оно было возобновлено и завершено в 1682—1687 годах по инициативе царевны Софьи и Василия Голицына по старому образцу Кристлера (оставившему после себя деревянную модель моста) «мостового каменного дела мастером» монахом старцем Филаретом. После достройки в 1692 году мост получил имя Всехсвятского. Другие имена моста были: Берсеневский и Новый каменный (под Старым каменным подразумевался Троицкий мост через Неглинку, у Троицкой башни Кремля).

### Переименование и дальнейшая история
Со временем за мостом утвердилось современное название. Мост находился, однако, не точно на месте современного: он начинался у подножия современного Дома на набережной (красная линия которого соотнесена с линией старого моста) и вёл к месту, где теперь выходит к реке улица Ленивка (в те времена она представляла собой проезд к Всехсвятским воротам).
Длина моста составляла 170 м, ширина 22 м. Мост имел 8 арок, средние служили для пропуска плотов и лодок и имели пролёты до 15 м. Перед мостом на замоскворецкой стороне была устроена предмостная башня — Шестивратная, имевшая, как показывает название, шесть воротных проёмов (фактически трое двойных ворот), а также несколько пирамидальных ярусов, соотнесённых с ярусами Боровицкой башни Кремля, и два венчающих шатра, увенчанных двуглавыми орлами.
Средства, потраченные на строительство моста, так поразили современников, что возникла поговорка, бытовавшая в Москве более полутораста лет: «Дороже Каменного моста!» (о ценности и дороговизне чего-либо). В XIX веке в Нижегородской губернии также была записана поговорка: «Каменного моста лучше!» Вообще, по свидетельству историка Москвы И. М. Снегирёва, ещё заставшего старый мост, он «почитался одною из столичных диковинок, наравне с Иваном Великим, Сухаревой башней, Царь-колоколом, Царь-пушкою».
Поскольку мост был раза в 3—4 шире самых больших московских улиц, он был застроен с обеих сторон. В петровские времена на мосту стояли: палата Предтеченского монастыря и четыре каменные палатки князя Меньшикова, табачная таможня и пивной двор. В конце моста был кабак под названием «Заверняйка». В Шестивратной башне помещалась Корчемная канцелярия и тюрьма для обличённых в корчемстве (тайном изготовлении вина). Под ними находились галереи, называвшиеся верхними гульбищами, куда сходились москвичи гулять и пить вино и пиво; из галерей деревянный сход вёл на набережную, к так называемому Царицынскому лугу и к Берсеневке. Под самым мостом был пивной ледник. У отводных быков были пристроены водяные мукомольные мельницы с плотинами и отводными воротами; мельники жили тут же, в Шестивратной башне.
Под мостом собирались разного рода «воры» и «лихие люди», причём особенно дурной славой пользовался один из пролётов на левом берегу — «девятая клетка». Мимо неё с наступлением вечера москвичи старались не ходить.
В 1731 году по указу Анны Иоанновны были снесены мельницы и расчищены быки моста. В весеннее наводнение 1783 года мост сильно пострадал: как докладывал Екатерине II московский главнокомандующий граф Чернышёв: «Обвалились три арки моста… и бывшие на них 11 лавок каменных с разными мебелями купца Епанишникова, суммой на 1100 рублей. Упал один стоявший в это время на мосту и убит, а развалинами задавлены бывший под мостом рыбак и две бабы, у берега для мытья платья находившиеся». В августе 1786 г. мост вновь пострадал от наводнения. Ввиду этого по приказу нового главнокомандующего графа Брюса мост был отремонтирован и реконструирован. В ходе реконструкции, продолжавшейся до 1792 года и стоившей 213 000 рублей, мост был укреплён, лавки снесены, Шестивратная башня разобрана, по бокам устроены перила.

### XIX век
В середине 1850-х годов обветшавший мост было решено снести. Снос был выполнен с большим трудом ввиду прочности кладки, которую пришлось взрывать. «Сколько стоило усилий и иждивений, чтобы сломать этот двухвековой памятник! — пишет И. М. Снегирёв, бывший свидетелем его разрушения. — Самою трудностью сломки доказывалась прочность его кладки и доброта материала, из коего только одной части достаточно было на постройку огромного дома. Московские жители с любопытством и сожалением собирались смотреть на разрушение этого моста, который долго почитаем был одною из диковинок не только древней столицы нашей, но вообще и всей России».
В 1859 году на месте разобранного моста инженером Н. Н. Воскобойниковым по проекту инженера полковника Н. Б. Танненберга был выстроен новый, первый в Москве металлический трёхпролётный мост. Речной пролёт был перекрыт арками. В качестве мостовой использованы лафетные доски
В сентябре 1877 года, по свидетельству профессора Московской консерватории Н. Д. Кашкина, Пётр Ильич Чайковский пытался покончить с собой вблизи Большого Каменного моста.

### XX век
В 1930 году решили построить новый мост и начали подготовительные работы. Но по разным причинам только в 1938 году несколько ниже по течению реки, ближе к Кремлю, был построен современный мост (инженер Н. Я. Калмыков, архитекторы В. А. Щуко, В. Г. Гельфрейх, М. А. Минкус). Мост был перенесён к Боровицкой площади, поскольку узкая Ленивка затрудняла подъезд к нему. Длина моста с подъездами 487 м, в том числе речной пролёт 105 м, береговые — 42,5 м, ширина 40 м.

#### Реконструкция 2020—2021 годов
Перед началом запланированных ремонтных работ пешеходы, проходившие по мосту во время репетиций Парада Победы, наблюдали, как вибрирует и колеблется мост при проходе по нему тяжелой военной техники. 11 июля 2020 года началась масштабная реконструкция моста. Первая часть работ завершена 19 декабря 2020 года, полностью работы были завершены 16 августа 2021 года. Мост был собран практически заново, также обновлены коммуникации, декоративные элементы и подсветка. На выполнение работ потребовалось 14 месяцев, при этом по мосту осуществлялось движение транспорта и пешеходов. Во время ремонта перекрывали половину полос по очереди, организовав временное движение в две стороны.

### Современность
В настоящее время с моста открывается вид на Кремль, Храм Христа Спасителя, «Дом на набережной», Берсеневскую, Пречистенскую и Софийскую набережные.

## В искусстве
- Всехсвятский мост в конце XVII в., рисунок А. Васнецова
- 1896-1897 годы
- 1896-1897 годы
- 1930-е годы
- 1941 год